# Raccolta delle cere anatomiche di Clemente Susini
La raccolta delle cere anatomiche di Clemente Susini è un museo delle cere di Cagliari, situato nella Cittadella dei musei.
Il museo ospita una notevole collezione di cere anatomiche (riproducenti parti del corpo umano maschile e femminile), seconda in Italia solo al Museo della Specola di Firenze, al quale l'istituzione sarda si ispirò.

## Storia
Nel 1801 il professor Francesco Boi, docente di anatomia umana  nelle Facoltà di Medicina e di Chirurgia (all'epoca ancora divise in due corsi) dell'ateneo cagliaritano, chiese e ottenne dal viceré di Sardegna Carlo Felice di Savoia, il permesso di recarsi in viaggio di studio per approfondire e affinare le sue conoscenze. 
Si recò dunque nelle città italiane sedi delle più prestigiose facoltà di medicina, tra le quali Pavia e Pisa.
A Firenze ebbe modo di frequentare il Gabinetto Anatomico dell'arcispedale di Santa Maria Nuova, diretto dal professor  Paolo Mascagni, illustre anatomista dell'epoca. Dall'esperienza fiorentina  nacquero le famose cere anatomiche, che l'artista Clemente Susini tra il 1803 e il 1805, nel laboratorio di ceroplastica del Museo della Specola, modellò sulla base delle dissezioni su cadaveri praticate dal Boi.
Nel 1805 le cere arrivarono a Cagliari, acquistate da Carlo Felice per il suo museo di antichità e storia naturale, ospitato nel Palazzo Reale.
Entrate in possesso dell'università, le cere anatomiche vennero trasferite nel 1858 a Palazzo Belgrano, sede dell'ateneo, e affidate in custodia al docente di anatomia. Nel 1923 sono nuovamente spostate, questa volta all'interno del nuovo Istituto di Anatomia, in via Porcell.
La raccolta delle cere del Susini negli anni '60  fu riparata personalmente dal direttore dell'istituto di Anatomia umana Luigi Cattaneo e riportate all'antico splendore . Nel 1964, prima di lasciare Cagliari per Bologna, Cattaneo curò la preparazione della prima edizione del catalogo delle cere anatomiche cagliaritane, poi pubblicato nel 1970 dall'Editore Sansoni.
Nel 1991 per l'interessamento del curatore della collezione, il professor Alessandro Lodovico Riva e del rettore dell'Università, il professor Duilio Casula, le cere del Susini vengono collocate in esposizione permanente nella "Sala pentagonale" della Cittadella dei musei, in piazza Arsenale.
Nel 2010 alcune fotografie delle cere cagliaritane sono state scelte per un atlante di anatomia umana russo.
Parte della collezione di cere compare nel film del regista Enrico Pau L'Accabadora, del 2015.

## Percorso espositivo

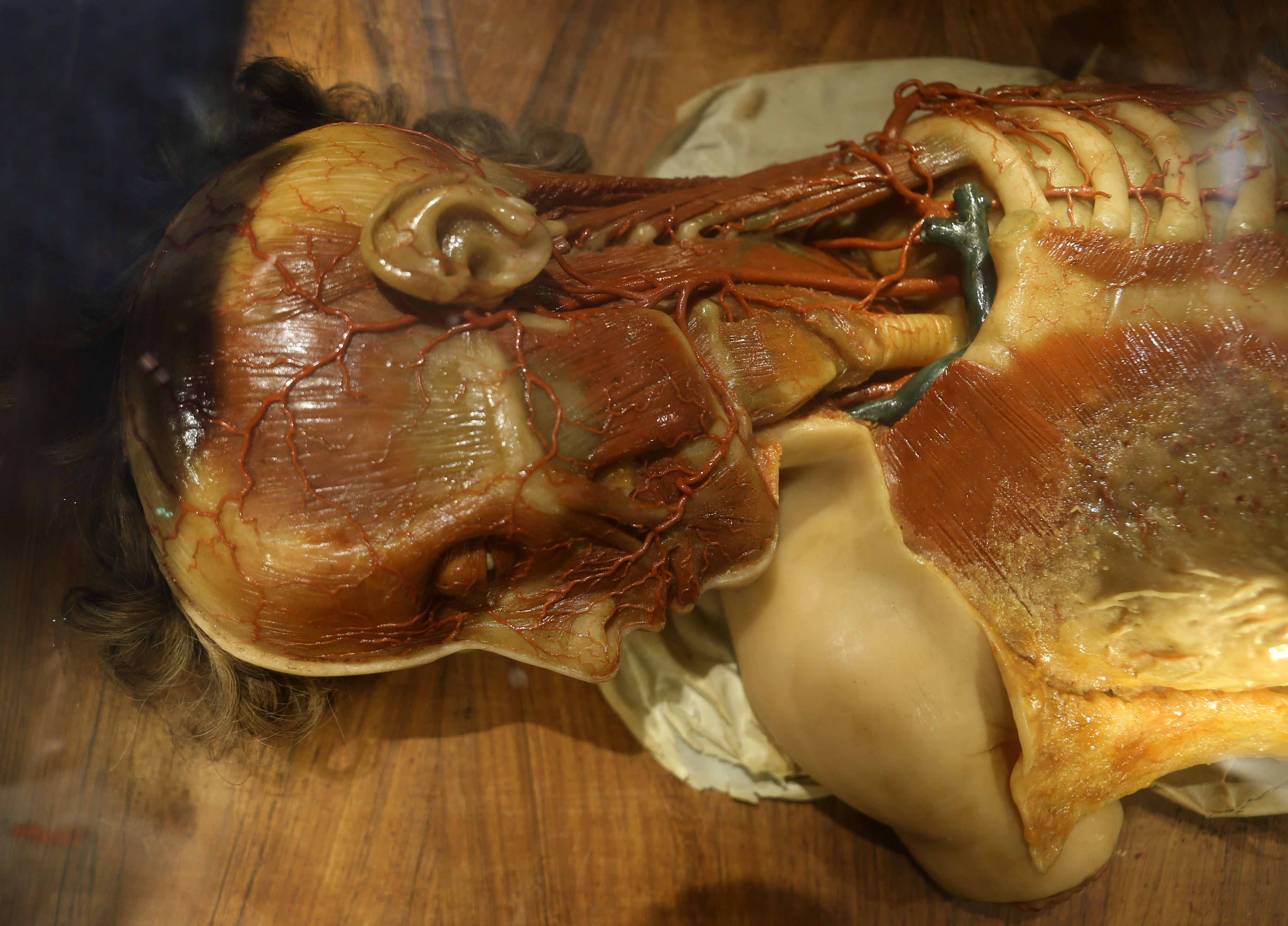
La tavola III

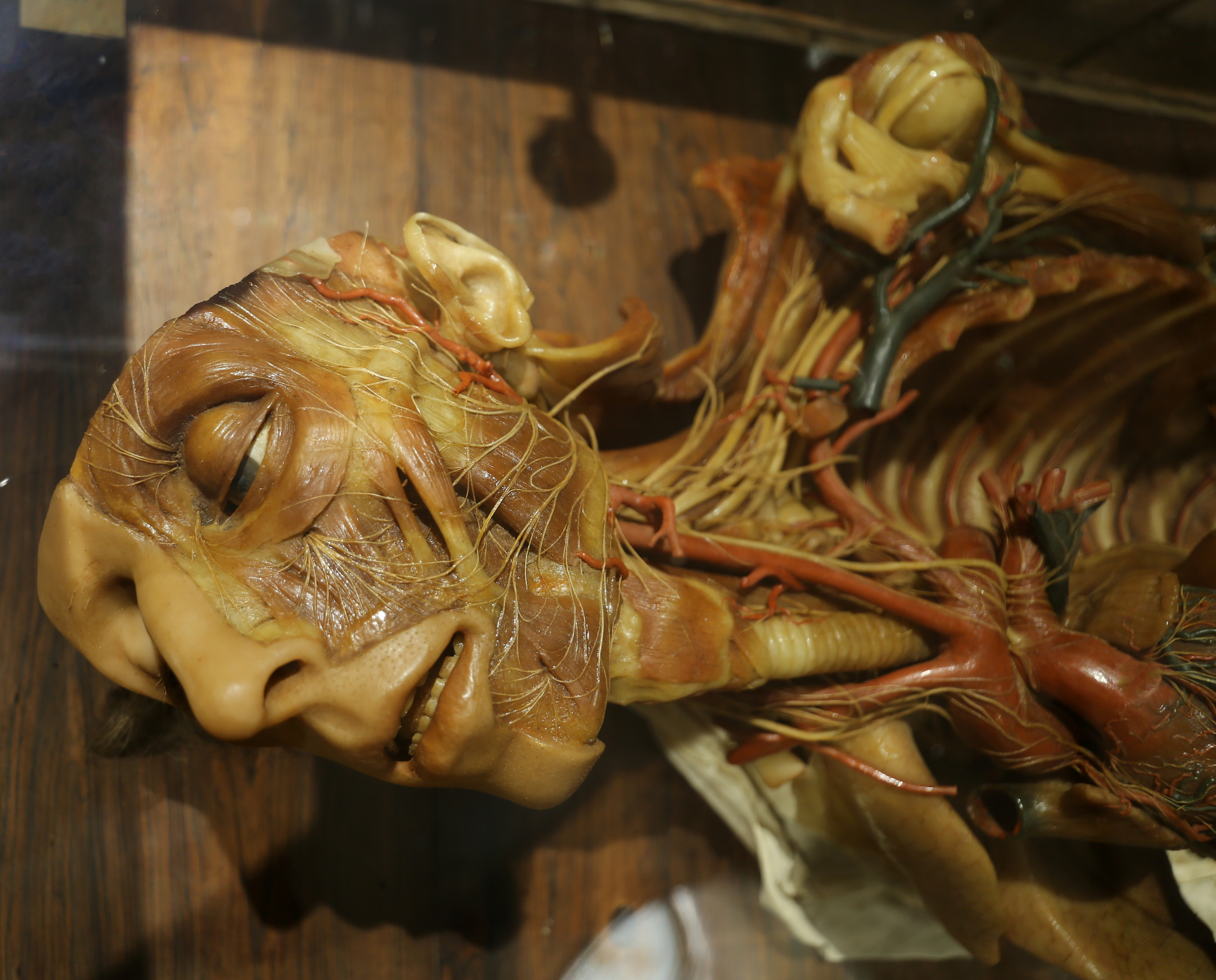
La tavola XII

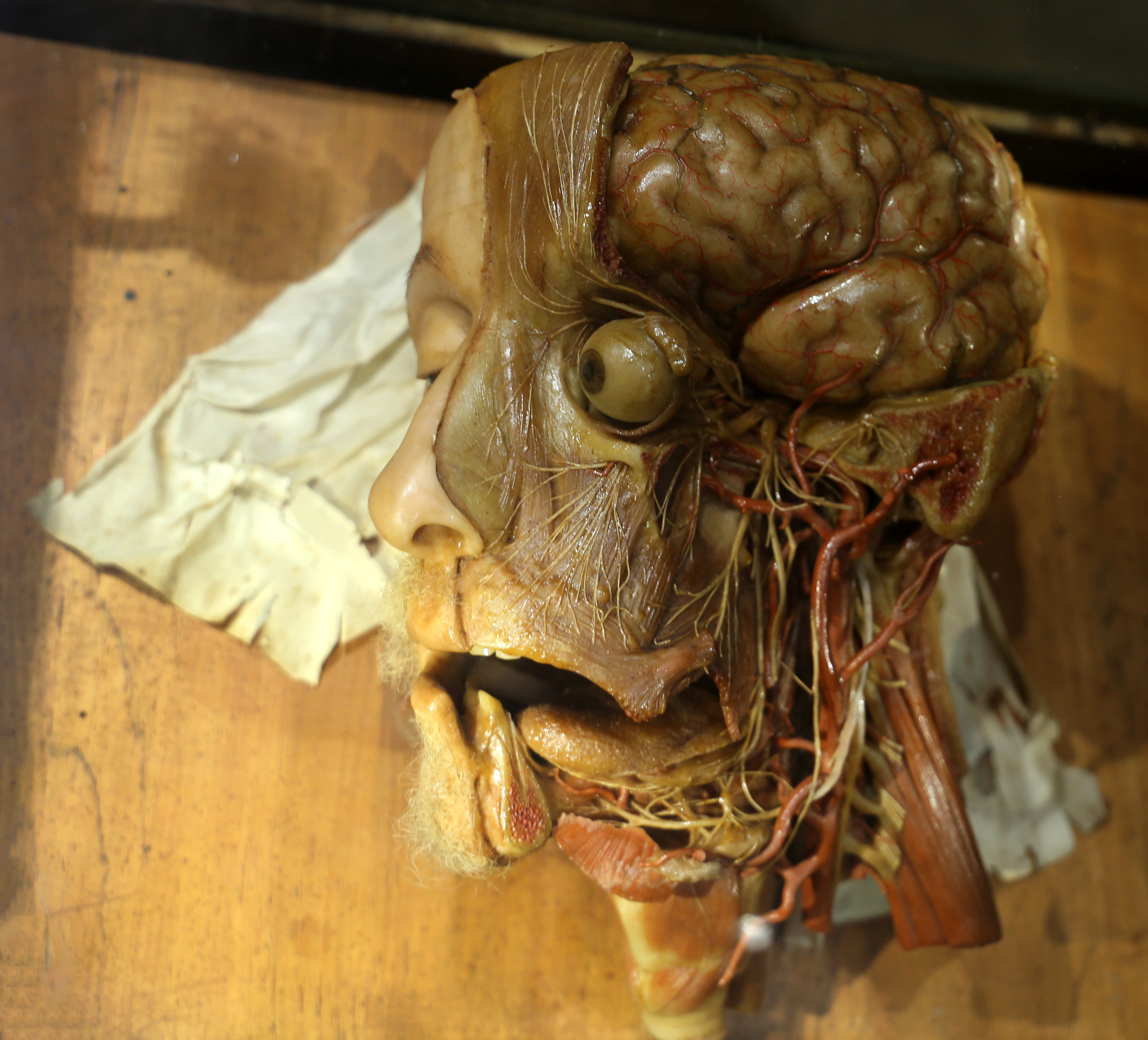
La tavola XIII

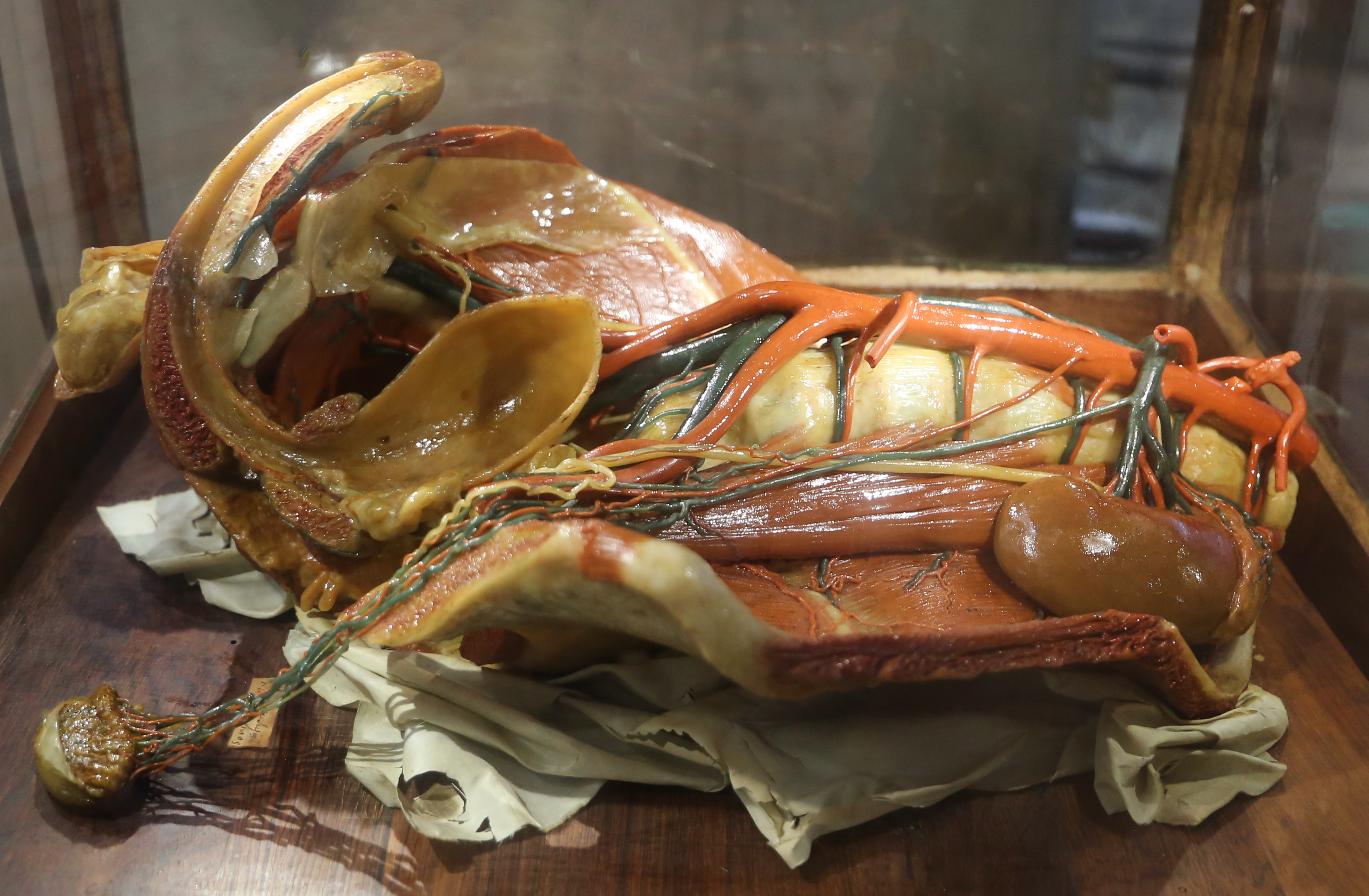
La tavola XX

Come già accennato, le cere anatomiche di Clemente Susini sono tuttora esposte nella "Sala pentagonale" della Cittadella dei Musei. Questa sala si raggiunge facilmente, superato l'arco neoclassico dell'Arsenale, salendo a destra e seguendo le indicazioni.
Le cere sono suddivise su 23 tavole in legno, alle quali sono fissati uno o più pezzi della collezione, protette da vetrine e corredate da didascalie.

### Suddivisione delle cere per tavola
- Tavola I - Preparati di anatomia generale e microscopica
- Tavola II - Muscoli dorsali profondi dal sacro all'occipite
- Tavola III - Testa e tronco di giovinetta
- Tavola IV - Muscolo diaframma
- Tavola V - Muscoli dell'anca visti dal davanti
- Tavola VI - Muscoli dell'anca visti dal di dietro
- Tavola VII - 1. Aponevrosi plantare del piede; 2. Muscoli interossei del piede visti dalla faccia plantare
- Tavola VIII - 1. Strato profondo dei muscoli della pianta del piede; 2. Strato medio dei muscoli della pianta del piede
- Tavola IX - 1. Muscoli della faringe visti dal di dietro; 2. Palato e rinofaringe visti dal basso
- Tavola X - 1. Faringe aperta vista dal di dietro; 2. Laringe vista dall'avanti; 3. Osso joide (rotto) visto dall'alto
- Tavola XI - 1. Cavità della faringe; 2. Rami laringei e faringei del nervo vago e ansa del nervo ipoglosso, 3. Nervi della laringe
- Tavola XII - Testa, tronco e arto superiore sinistro di uomo
- Tavola XIII - Testa e collo di uomo con preparati i vasi superficiali del cervello, i rami del nervo trigemino e il nervo ipoglosso
- Tavola XIV - Organo del tatto
- Tavola XV - Organo dell'olfatto
- Tavola XVI - Organo del gusto
- Tavola XVII - Organo dell'udito
- Tavola XVIII - Organo della vista
- Tavola XIX - Fegato, stomaco, duodeno, pancreas e milza
- Tavola XX - Apparato uro-genitale maschile
- Tavola XXI - Apparato uro-genitale femminile
- Tavola XXII - Apparato uro-genitale femminile con l'utero gravido aperto
- Tavola XXIII - Addome femminile aperto con l'utero al termine della gravidanza